# Dolichopeza (Mitopeza) nigromaculata
Dolichopeza (Mitopeza) nigromaculata is een tweevleugelige uit de familie langpootmuggen (Tipulidae). De soort komt voor in het Oriëntaals gebied.